# پونی‌بوی
پونی‌بوی (به انگلیسی: Ponyboi)، یک فیلم آمریکایی در ژانر دلهره‌آور به کارگردانی استبان آرانگو است که در سال ۲۰۲۴ منتشر شد. فیلم‌نامه این فیلم توسط ریور گالو بر اساس فیلم کوتاهی به همین نام نوشته شده که خود گالو آن را در سال ۲۰۱۹ ساخته بود. گالو که خودش یک بیناجنس است و از فعالان حقوق بشر افراد بیناجنسی نیز هست، علاوه بر نویسندگی و تهیه‌کنندگی، نقش اول فیلم را نیز ایفا کرده است. دیلن اوبرایان، ویکتوریا پدرتی، ماری بارتلت و ایندیا مور دیگر بازیگران فیلم هستند. داستان فیلم در طول روز ولنتاین و در نیوجرسی رخ داده و ماجرای یک کارگر جنسی بیناجنس با بازی گالو را به تصویر می‌کشد که ناخواسته وارد درگیری یک معامله مواد مخدر شده و مجبور می‌شود همراه با معشوق خود از دست مافیا فرار کند.
پونی‌بوی نخستین‌بار در جشنواره فیلم ساندنس ۲۰۲۴ رونمایی شد و نظرات مثبت منتقدان را دریافت کرد. این فیلم در ۲۷ ژوئن ۲۰۲۵ توسط فاکس کورپ به صورت عمومی اکران شد.